# Charles Casali
Pour les articles homonymes, voir Casali.
Charles Casali, né le 27 avril 1923 et mort le 8 janvier 2014, est un footballeur suisse. Évoluant au poste de milieu de terrain, il fait partie de l'équipe de Suisse lors de la Coupe du monde 1954.

## Carrière
Charles Casali commence sa carrière au FC Victoria Bern. Après le FC Saint-Gall, il joue au BSC Young Boys de 1950 à 1955. Il remporte la coupe de suisse avec ce club en 1953. Il évolue ensuite avec le Servette FC de 1955 à 1957. Après sa carrière de joueur, il entraîne le FC Berne puis l'US Biel-Bözingen et Neuchâtel Xamax,.
Au niveau international, Charles Casali joue 19 matchs avec l'équipe de Suisse entre 1950 et 1956, dont trois à la Coupe du monde 1954. Il participe aux deux victoires contre l'Italie en phase de groupe puis à la défaite contre l'Autriche en quarts de finale.

## Palmarès
- Vainqueur de la Coupe de Suisse en 1953 avec le BSC Young Boys